# Згорня Костривниця
Згорня Костривниця (словен. Zgornja Kostrivnica) — поселення в общині Рогашка Слатина, Савинський регіон, Словенія. Висота над рівнем моря: 297,8 м.